# Vallavaraiyan Vandiyadevan
 (octobre 2022).
La mise en forme du texte ne suit pas les recommandations de Wikipédia : il faut le « wikifier ».
Les points d'amélioration suivants sont les cas les plus fréquents. Le détail des points à revoir est peut-être précisé sur la page de discussion.
- Les titres sont pré-formatés par le logiciel. Ils ne sont ni en capitales, ni en gras.
- Le texte ne doit pas être écrit en capitales (les noms de famille non plus), ni en gras, ni en italique, ni en « petit »…
- Le gras n'est utilisé que pour surligner le titre de l'article dans l'introduction, une seule fois.
- L'italique est rarement utilisé : mots en langue étrangère, titres d'œuvres, noms de bateaux, etc.
- Les citations ne sont pas en italique mais en corps de texte normal. Elles sont entourées par des guillemets français : « et ».
- Les listes à puces sont à éviter, des paragraphes rédigés étant largement préférés. Les tableaux sont à réserver à la présentation de données structurées (résultats, etc.).
- Les appels de note de bas de page (petits chiffres en exposant, introduits par l'outil «  Source ») sont à placer entre la fin de phrase et le point final[comme ça].
- Les liens internes (vers d'autres articles de Wikipédia) sont à choisir avec parcimonie. Créez des liens vers des articles approfondissant le sujet. Les termes génériques sans rapport avec le sujet sont à éviter, ainsi que les répétitions de liens vers un même terme.
- Les liens externes sont à placer uniquement dans une section « Liens externes », à la fin de l'article. Ces liens sont à choisir avec parcimonie suivant les règles définies. Si un lien sert de source à l'article, son insertion dans le texte est à faire par les notes de bas de page.
- La présentation des références doit suivre les conventions bibliographiques. Il est recommandé d'utiliser les modèles {{Ouvrage}}, {{Chapitre}}, {{Article}}, {{Lien web}} et/ou {{Bibliographie}}. Le mode d'édition visuel peut mettre en forme automatiquement les références.
- Insérer une infobox (cadre d'informations à droite) n'est pas obligatoire pour parachever la mise en page.

Pour une aide détaillée, merci de consulter Aide:Wikification.
Si vous pensez que ces points ont été résolus, vous pouvez retirer ce bandeau et améliorer la mise en forme d'un autre article.
 (octobre 2022).
Vallavaraiyan Vandiyadevan était un commandant de l'armée Chola. Il était l'un des célèbres chefs des empereurs Chola Rajaraja I et Rajendra I et chef des Samanthas de North Arcot (en) et également le mari de la sœur aînée de Rajaraja, Kunthavai Pirattiyar (en) . Il était également le Senaithapathi de l'armée du front sri-lankais de Rajaraja l et Rajendra I. Le territoire sous son autorité était connu sous le nom de Vallavaraiyanadu. Il a gouverné Brahmadesam (en) . Vandiyathevan est idéalisé dans le célèbre roman Ponniyin Selvan (en) de Kalki Krishnamurthy (Kalki) et aussi dans de nombreux autres romans comme Vandiyadevan Vaal, Vandiyadevan Senai Thalaivan.

## Origines
Ses origines et son clan font l'objet de grands débats. Kalki Krishnamurthy croyait fermement que son clan était Vaanar Kulam (Bana Kingdom / Magadai Mandalam (en)) et l'a décrit dans son célèbre roman Ponniyin Selvan (en) .

## Preuves
Il est mentionné dans l'inscription du temple Rajarajeshwaram dans laquelle il est désigné comme le mari de Kundavai Piratiyar (en) .

## Dans la culture populaire
Vandhiyadevan est l'un des personnages clés du roman Ponniyin Selvan (en) . L'auteur Kalki Krishnamurthy le dépeint comme un guerrier/prince courageux, aventureux et sarcastique, qui deviendra plus tard le commandant des troupes du Sud sous le règne d'Uttama Chola (en). Bien que le deuxième protagoniste de l'histoire autre que Ponniyin Selvan lui-même, les exploits de Vandiyadevan font que les lecteurs le considèrent comme le héros principal à plusieurs moments du roman. Il était un garde du corps et un ami proche d' Aditha Karikalan (en) à Kanchi qui l'envoie comme messager à Parantaka II (en) à Thanjavur pour l'inviter au palais doré nouvellement construit à Kanchi et aussi comme garde de confiance pour Kundavai (en) à Pazhayarai. Ses actes imprévus et précipités mettent lui-même et les autres en danger mais en sortent par ruse et chance. Il est l'amant de la princesse Kundavai. Il est aimé unilatéralement par Manimekalai, la sœur de Kandamaran. L'auteur présente la plupart des personnages au public à travers lui. Beaucoup de lecteurs de ce livre admiraient son caractère et son attitude plus que le protagoniste principal Ponniyin Selvan.
Une statue grandeur nature représentant Vallavaraiyan contrôlant un cheval a été érigée à Chennai pendant le premier mandat de M. Karunanidhi en tant que ministre en chef, près de Gemini Flyover à Mount Road en l'honneur de Vallavaraiyan. Fait intéressant, cela a également coïncidé avec l'interdiction des courses de chevaux par le gouvernement du Tamil Nadu.

## Remarques
1. ↑  K. A. Nilakanta Sastri, The CōĻas, Madras, University of Madras, 2000 (1re éd. 1935), 186 p.
2. ↑  K. A. Nilakanta Sastri, The CōĻas, Madras, University of Madras, 2000 (1re éd. 1935), 226 p.
3. ↑  South Indian Inscriptions (Inscriptions of The Great Chola Temple at Tanjore) -Vol-II